# Испуис Муинтирх
Испуис Муинтирх (валл. Yspwys Mwyntyrch; около 530?—581?) — король Калхвинеда.

## Биография
О Испуисе Муинтирхе в средневековых исторически источниках сохранились противоречивые свидетельства. Согласно одним данным, он был, якобы, сыном другого Испуиса, старшего сына и наследника Кадрода ап Кинвида. Факт того, что такие исторические личности как Мэлдаф Хинаф и святые Тегван и Элиан Геймиад были его потомками, показывает, что он, однако, на самом деле жил за 100 лет до этого. Также, вполне вероятно, что под этим именем имеются в виду несколько разных людей. Святой Тегван указывается, как сын Карклудуиса, сына Кингена (Кингу), сына Испуиса, сына Кадрода, а святой Элиан, как сын Аллту Редегога, сына Карклудуиса, сына Кингена...
Генеалогии несколько запутаны (и сбивают с толку) в отношении Испуиса Муинтирха, как и современные регистры потомков, которые могут быть основаны на них. Он мог быть из Калхвинета или же он мог быть дворянином из Эрсинга. Его отец — Испуис ап Кадрод, что делает его внуком Кадрода, но затем добавляется титул «лорд Эрсинга», который совсем не похоже на "Калхвинет". Кажется более вероятным, что две отдельные фигуры с именем Испуис были перепутаны и объединены.
Возможно, что бриттские войска Калхвинета, которые, согласно «Англосаксонской хронике», были разбиты уэссексами под командованием Кутвульфа в 571 году в битве при Бедфорде, возглавлял Испуис. Тем не менее, это не позволило англосаксам продвинуться дальше вглубь территорий Калхвинеда. Четыре города — Лигенбург (Лимбери), Эгелсбург (Эйлсбери), Бенезингтон (Бенсон) и Эгоншем (Эйншем) — захвачены. Долины Темзы и Черуэлла находятся под властью Вест-Сикса, как и верхняя долина Уза. Кутвульф умирает в том же году. Эта кампания долгое время озадачивала историков, по-видимому, относясь к гораздо более ранней ситуации, когда саксы из долины Темзы еще только обосновывались в этом районе и только начинали вторгаться на южные границы Калхвинета, в то время как все больше англов или саксов продвигались на юг из Мидлендса.
Каэр-Минцип становится южным форпостом Калхвинета к этому времени. После всеобщего отказа от Лондона, город мог стать все более изолированным от юга и востока, прежде чем примкнуть к своему северному соседу Калхвинету. В 564 году Кадок Мудрый присоединил владения своего последнего дяди Петрока. Вскоре он направился на восток, где был избран настоятелем монастыря в Калхвинеде. Благодаря его энтузиазму монахи подняли из руин город Беневентум. В благодарность за помощь Кадок был избран первым епископом города. 24 января 580 года на Баннавенту напали саксы и закололи Кадока копьем прямо в церкви.